# 梅德尔比
梅德尔比是德国石勒苏益格－荷尔斯泰因州的一个市镇。总面积9.75平方公里，总人口878人，其中男性443人，女性435人（2011年12月31日），人口密度90人/平方公里。